# Шаморга
Шаморга — село в Шацком районе Рязанской области в составе Куплинского сельского поселения.

## Географическое положение
Село Шаморга расположено на Окско-Донской равнине на левом берегу реки Цны в 20,5 км к востоку от города Шацка. Расстояние от села до районного центра Шацк по автодороге — 33 км.
К западу от села расположено устье реки Азы; к югу, за рекой Цной — небольшие пойменные озера и значительный лесной массив. Ближайшие населенные пункты — села Купля и Аксельмеево, деревни Николаевка, Алеменево и Кормилица.

## Население
| 1989 | 2010 | 2012 |
| ---- | ---- | ---- |
| 227  | ↘50  | ↘43  |

## Происхождение названия
Слово «шаморга» в переводе с татарского языка означает «кривая нога». Когда-то село располагалось вдоль реки Цны, которая в этом месте имеет русло, изогнутое в «форме ноги» и как татары увидели, так и назвали. Правда, название не стало для него охранной грамотой. Через некоторое время село было выжжено дотла и долгие годы стояло в запустении. Отстроившись заново, только уже в другом месте, подальше от реки, местные жители сохранили название, правда слегка его изменив. При произношении ударение стали делать на первом слоге (тогда как татары упор делали на последнем).

## История
Село Шаморга с деревянной Богоявленской церковью впервые упоминается в окладных книгах по Шацкому уезду за 1676 г., где при той церкви показаны «двор попа Ивана и его сына, попа Андрея, двор дьячка Ивашки, двор просвирницы Настасьи, крестьянских 156 дворов».
Примерно в это время владельцем села становится боярин Лев Кириллович Нарышкин, родной брат второй жены царя Алексея Михайловича (1645—1676) — царицы Натальи Кирилловны. Его потомки владели Шаморгой на протяжении почти 200 лет. Последним, перед отменой крепостного права в 1861 г., владельцем села Шаморга был тайный советник и обер-камергер Эммануил Дмитриевич Нарышкин (1813+1901 гг.).
В 1856 г. в селе Шаморга на средства прихожан на месте старого обветшавшего деревянного был построен новый каменный Богоявленский храм с приделами во имя святого великомученика Георгия Победоносца и святых мучеников Флора и Лавра. Храм был построен в стиле позднего классицизма и покрыт железом; трапезная часть отапливалась, главная оставалась холодной. Здание с трех сторон украшали четырёхколонные портики. Колокольня по высоте равнялась церковному куполу, и только острый шпиль, увенчанный крестом, возносился к небу. Внутреннее убранство Богоявленской церкви было богатым: позолоченный резной иконостас, великолепной работы фрески. В 1875 г. по инициативе архимандрита Аркадия (Честонова), настоятеля Вышенского Успенского монастыря, в селе была открыта 1-классная церковно-приходская школа, для которой было построено специальное кирпичное здание.
Отмена крепостного права тяжело отразилась на крестьянах Шаморги: многие из них потеряли земли в ходе «отрезок». Малоземелье вынуждало местных жителей заняться промыслами: в селе получила развитие выделка овчин и торговля ими. Шаморгские овчинные тулупы были известны на всей территории Тамбовской губернии.
Шаморга также была известна своими революционными настроениями. Среди тех, кто вел революционную работу в Шацком уезде был Ефим Федорович Морин (1878+1907 гг.), сын крестьянина из села Шаморги. Он работал на рыбных промыслах Каспия, на фабриках и заводах Царицына и Москвы, где в декабре 1905 г. сражался на баррикадах Пресни, и проникся идеями большевизма. Е. Ф. Морин распространял среди крестьян родного села антиправительственную литературу, выступал на сходках с призывами отнять землю у господ, за что неоднократно арестовывался. Последний раз он был задержан в январе 1907 г. и заключен в Шацкую тюрьму. Во время обыска при нём было обнаружено 95 революционных брошюр. Погиб Е. Ф. Морин будучи застрелен урядником «при попытке к бегству из-под стражи».
К 1911 г., по данным А. Е. Андриевского, причт Богоявленской церкви села Шаморга по штату состоял из священника, диакона и псаломщика. За церковью числилось 6 дес. усадебной и 45 дес. пахотной неудобной земли, в двух участках, в 3 и 10 верстах от церкви. Земля давала годового дохода 250 руб., братский годовой доход составлял 500—700 руб, причтовый капитал — 225 руб. От казны платилось жалованье: священнику — 300 руб., диакону — 150 руб. и псаломщику — 100 руб. Дома у причта были собственные.
В состав прихода Богоявленской церкви села Шаморга входили также близлежащие деревни Купля, Кормилица и Николаевка.
К 1911 г. в селе Шаморга насчитывалось 331 крестьянский двор, в которых проживало 1293 души мужского и 1415 женского пола. В селе проживали также старообрядцы беспоповского поморского толка, всего 40 дворов, 179 душ мужского и 203 женского пола. В 1910 г. была открыта Шаморгская беспоповско-поморская община в составе 71 чел. Жители занимались земледелием и подсобным промыслом — выделкой овчин и торговлей ими. Душевой надел местных крестьян составлял в среднем 1,5 дес. Помимо церкви в селе имелись волостное правление, церковно-приходское попечительство, кредитное товарищество, одноклассная церковно-приходская школа и церковная библиотека в 100 томов.
В селе Шаморга располагалось имение дворян Нарышкиных с усадебным домом. В имении числилось всего 9999,9 дес. земли, из них 65,34 дес. усадебной, 1746 дес. пахотной (в том числе 41 дес. под посевом), 4302 дес. лугов, остальное — лес; имелись 91 лошадь и 93 коровы. Обслуживали имение управляющий, 17 приказчиков и 64 постоянных наемных работников.

Шаморгские крестьяне приняли активное участие и в революционных событиях 1917 г. В июне 1917 г. управляющий поместьем Нарышкиной доносил в Тамбов: 
«Честь имею заявить земельному комитету, что Шаморгский волостной комитет Шацкого уезда реквизировал в имении моей доверительницы рожь, пшеницу, луга, запрещает вывозку дров, устанавливает свои таксы, а 17 июня обсуждался вопрос о реквизиции всего имения».
После Октябрьской революции 1917 г. службы в Богоявленском храме были прекращены. Последним священником церкви был протоиерей Василий Яковлев, арестованный в 1939 г. Церковную утварь расхитили новоявленные вандалы, а в здании бывшей церкви был устроен зерновой склад. Священник Василий Яковлев провел в тюрьме 2 года, после освобождения работал санитаром в Вышенской психбольнице, а после Великой Отечественной войны стал настоятелем Сергиевского храма в селе Эммануиловка. Умер он в 1969 г. и был похоронен на кладбище в селе Шаморга.
Здание бывшей Богоявленской церкви в течение многих десятилетий ветшало и разрушалось. К началу XXI в. оно являло собой печальное зрелище: сильно разрушенное, с пустыми глазницами окон, без крыши, полов и дверей, испещренное надписями, заваленное битым кирпичом и мусором. От иконостаса оставалась лишь часть деревянной основы без всяких украшений. Дождь и снег, попадавшие внутрь храма, могли привести к обрушению сводов.
В 2002 г., по инициативе подмосковной монахини Любови (в миру — Нина Яковлевна Непахарева) в селе Шаморга был основан православный Свято-Покровский женский монастырь. Матушка Любовь и 6 монахинь из Москвы и Подмосковья приехали в село Шаморгу в начале 2002 г. Но вести службы в полуразрушенном здании Богоявленской церкви монахиням было невозможно. Поэтому, с помощью московских благотворителей, вначале было отремонтировано и приведено в надлежащий вид здание бывшей церковно-приходской школы (до этого в нём размещалась библиотека), которое переоборудовали под небольшой храм. Здесь же были устроены трапезная и монашеские кельи.
17 июля 2002 г. Священный Синод Русской Православной Церкви (РПЦ) под председательством Святейшего Патриарха Московского и всея Руси Алексия II благословил открытие в селе Шаморга Шацкого района Свято-Покровского женского монастыря. А 14 октября 2002 г. высокопреосвященный Симон (Новиков), митрополит Рязанский и Касимовский, особым архиерейским чином освятил в бывшем здании церковно-приходской школы церковь во имя Покрова Пресвятой Богородицы. Здесь стали проводиться ежедневные богослужения. В 2003 г. Священный Синод утвердил настоятельницей Свято-Покровского женского монастыря игуменью Любовь (Непахареву).
С 2004 г. трудами сестер, благотворителей, прихожан и паломников началось восстановление Богоявленского храма. В храме были проведены большие ремонтные работы: покрыта крыша, вставлены окна и двери, воссоздан шпиль на колокольне, кресты на главках куполов, укреплены портики с колоннами, оштукатурены и покрашены ротонда и верхняя часть колокольни, настелены полы, выполнен проект энергоснабжения храма, воссоздан иконостас, приобретены необходимая церковная утварь и богослужебные книги. 14 октября 2006 г. высокопреосвященным Павлом (Пономаревым), архиепископом Рязанским и Касимовским, был освящен главный престол Богоявленского храма.
В 2009 г. на территории монастыря обустроен источник с купелью и часовней во имя святого великомученика Георгия Победоносца.
В 2010—2011 гг. на территории Свято-Покровского монастыря были построены гараж, баня и дом для священника, некоторые хозяйственные постройки, проложена щебневая дорога к Богоявленскому и Покровскому храмам, возведена ограда с южной стороны ограда. Продолжались работы по восстановлению Богоявленской церкви: в трапезной части храма была установлена газовая отопительная система, полностью закончена отделка стен, возводятся иконостасы в приделах святого великомученика Георгия Победоносца и святых мучеников Флора и Лавра. В главной части храма предстоят отделка стен, восстановление иконостаса (в 2006 г. был установлен временный иконостас). Насельницы Свято-Покровского женского монастыря (а теперь их насчитывается 12) благоустраивают его территорию, выращивают овощи и фрукты, обихаживают цветники и клумбы.

## Транспорт
Основные грузо- и пассажироперевозки осуществляются автомобильным транспортом.

## Достопримечательности
- Шаморгский Свято-Покровский женский монастырь (основан в 2002 г.)[9]:

1. Храм Покрова Пресвятой Богородицы — Покровский собор. Расположен в переоборудованном здании церковно-приходской школы, построенном в 1875 г.[10]
2. Храм Богоявления Господня — Богоявленская церковь. Построен в 1856 г., как приходская церковь.[11]
3. Часовня и святой источник святого великомученика Георгия Победоносца. Обустроены на монастырской территории в 2009 г.

## Известные уроженцы
- Ефим Федорович Морин (1878—1907 гг.) — революционер, член Российской социал-демократической рабочей партии — РСДРП(б).
- Владимир Иванович Клейменов (15 июля 1917 года, — 2004 год) — советский и российский педагог, деятель образования, доктор наук, профессор.